# 大濟梅諾韋
47°4′26″N 30°16′8″E / 47.07389°N 30.26889°E
大濟梅諾韋（烏克蘭語：Великозименове）是位於烏克蘭西南部的村莊，由敖德萨州贝雷济夫卡区的茲納姆揚卡市鎮負責管轄。該村始建於1826年，面積0.84平方公里，海拔高度20米，2001年人口241，人口密度每平方公里286.9人。